# Mata Hari
Margaretha Geertruida "Margreet" Zelle, bedre kendt som Mata Hari (født 7. august 1876, død 15. oktober 1917) var en hollandsk spion og danserinde. Mata Hari, som betyder Solens øje.
Mata Hari blev henrettet ved skydning i Frankrig i 1917.
- Margaretha Zelle
- Matahari i Paris 2010